# Peredo da Bemposta
Peredo da Bemposta é uma povoação portuguesa sede da Freguesia de Peredo da Bemposta do Município de Mogadouro, freguesia com 18,05 km² de 
área e 185 habitantes 
(censo de 2021), tendo, por isso, uma densidade populacional de 10,2 hab./km².

## Demografia
A população registada nos censos foi:
Nota:  No censo de 1864 figura com o nome de Peredo
| Ano  | 0-14 Anos | 15-24 Anos | 25-64 Anos | > 65 Anos |
| 2001 | 19        | 39         | 127        | 73        |
| 2011 | 8         | 9          | 86         | 85        |
| 2021 | 10        | 11         | 74         | 90        |

## Aldeias
A freguesia é composta por duas aldeias:
- Peredo da Bemposta - 155 habitantes em 2011[4]
- Algosinho - 33 habitantes em 2011

## Política

### Eleições autárquicas
| Data | %       | V       | %     | V  | %       | V       |
| Data | PPD/PSD | PPD/PSD | PS    | PS | PSD-CDS | PSD-CDS |
| ---- | ------- | ------- | ----- | -- | ------- | ------- |
| 2001 | 61,20   | 5       | 32,80 | 2  |         |         |
| 2005 | 60,17   | 4       | 36,44 | 3  |         |         |
| 2009 | 87,20   | 7       | 28,04 | -  |         |         |
| 2013 | 64,36   | 5       | 30,32 | 2  |         |         |
| 2017 | CDS-PP  | CDS-PP  | 35,35 | 2  | 59,07   | 5       |

## Património
- Igreja Românica de Algosinho